# Тераверде-Корте Палазио (Лоди)
Тераверде-Корте Палазио је насеље у Италији у округу Лоди, региону Ломбардија.
Према процени из 2011. у насељу је живело 724 становника. Насеље се налази на надморској висини од 65 м.